# Roger Backhouse
Sir Roger Roland Charles Backhouse (24. listopadu 1878, Middleton Tryas, Yorkshire, Anglie – 15. července 1939, Londýn, Anglie) byl britský admirál. Od čtrnácti let sloužil u Royal Navy, zúčastnil se první světové války. V letech 1938–1939 zastával funkci prvního námořního lorda, krátce před smrtí dosáhl hodnosti velkoadmirála (1939).

## Životopis
Pocházel z bankéřské rodiny z Durhamu, narodil se jako čtvrtý z pěti synů Sira Jonathana Backhouse (1849–1918). Do námořnictva vstoupil jako kadet v roce 1892 a již ve dvaceti letech byl poručíkem. Poté si doplnil vzdělání na dělostřelecké škole a sloužil na různých lodích v Lamanšském průlivu a ve Středozemním moři, později působil u Home Fleet. Zúčastnil se první světové války, v roce 1914 dosáhl hodnosti kapitána a v roce 1917 získal Řád sv. Michala a sv. Jiří. Po válce působil na admiralitě jako ředitel námořního arzenálu, v roce 1925 byl povýšen na kontradmirála a poté byl velitelem 3. bitevní eskadry. V letech 1928–1932 byl ve funkci třetího námořního lorda vrchním inspektorem námořnictva. V roce 1929 dosáhl hodnosti viceadmirála a pak byl vrchním velitelem ve Středozemním moři (1932–1934). V hodnosti admirála (1934) byl v letech 1935–1938 vrchním velitelem loďstva Home Fleet a v roce 1938 byl jmenován prvním námořním pobočníkem Jiřího VI. s funkcí poradce pro námořnictvo. Svou kariéru zakončil ve funkci prvního námořního lorda (1938–1939). Zemřel na následky nádoru na mozku krátce před začátkem druhé světové války. Krátce před smrtí byl v červnu 1939 povýšen do nejvyšší hodnosti velkoadmirála (Admiral of the Fleet). Byl nositelem velkokříže Řádu lázně (1937) a velkokříže Viktoriina řádu (1938).

## Rodina
Jeho manželkou byla Dora Louise Findlay (1879–1958) z vlivné skotské rodiny vydavatelů novin. Měli spolu čtyři dcery a dva syny. Dcery se provdaly za námořní důstojníky, ze synů byl starší Sir John Edmund Backhouse (1909–1944), který padl za druhé světové války v Normandii.
Jeho starší bratr Sir Edmund Backhouse (1873–1944) vynikl jako orientalista a sinolog, další bratr Oliver Backhouse (1876–1943) dosáhl u námořnictva hodnosti viceadmirála (1929) a v letech 1927–1931 byl superintendantem loděnic v Plymouthu.